# Mattia Camboni
Mattia Camboni (Civitavecchia, 26 de abril de 1996) es un deportista italiano que compite en vela en la clase RS:X.
Ganó una medalla de plata en el Campeonato Mundial de RS:X de 2021 y tres medallas en el Campeonato Europeo de RS:X entre los años 2017 y 2021.

## Palmarés internacional
| \| Campeonato Mundial \| Campeonato Mundial \| Campeonato Mundial \| Campeonato Mundial \| \| Año \| Lugar \| Medalla \| Clase \| \| ------------------ \| ---------------------- \| ------------------ \| ------------------ \| \| 2021 \| Puerto Sherry (España) \| Medalla de plata \| RS:X \| \| Campeonato Europeo \| \| \| \| \| Año \| Lugar \| Medalla \| Clase \| \| 2017 \| Marsella (Francia) \| Medalla de bronce \| RS:X \| \| 2018 \| Sopot (Polonia) \| Medalla de oro \| RS:X \| \| 2021 \| Vilamoura (Portugal) \| Medalla de plata \| RS:X \| |                        |                   |       |
| Campeonato Mundial |                        |                   |       |
| Año | Lugar                  | Medalla           | Clase |
| 2021 | Puerto Sherry (España) | Medalla de plata  | RS:X  |
| Campeonato Europeo |                        |                   |       |
| Año | Lugar                  | Medalla           | Clase |
| 2017 | Marsella (Francia)     | Medalla de bronce | RS:X  |
| 2018 | Sopot (Polonia)        | Medalla de oro    | RS:X  |
| 2021 | Vilamoura (Portugal)   | Medalla de plata  | RS:X  |